# Dusona novitia
Dusona novitia là một loài tò vò trong họ Ichneumonidae.